# Heteropora urupae
Heteropora urupae är en mossdjursart som beskrevs av Gontar 2009. Heteropora urupae ingår i släktet Heteropora och familjen Heteroporidae. Inga underarter finns listade i Catalogue of Life.